# Hasselört
Hasselört (Asarum europaeum) är en växtart i familjen piprankeväxter och förekommer naturligt från centrala, till östra och sydöstra Europa, Ural, norra Turkiet, Kaukasus och norra Kirgizistan. Den odlas som trädgårdsväxt i Sverige, särskilt som marktäckare på skuggiga ställen. Hasselörten är en lågväxt flerårig ört som blir 5-15 cm hög och blommar i maj till juni. Blommorna är brungröna, oansenliga och sitter nästan nere vid marken. Bladen är njurformade och 2 - 5 centimeter breda.
I växten finns giftig flyktig olja.

## Underarter
- subsp. europaeum - har vintergröna blad.
- subsp. caucasicum - har blad som vissnar ner under vintern.

## Synonymer

### Svenska
Europeisk hasselört.

### Vetenskapliga
subsp. europaeum
Asarum europaeum f. patens Domin
Asarum europaeum f. pseudocapsicum Pawl.
Asarum europaeum subsp. italicum Kukkonen & Uotila
Asarum europaeum var. andreanszkyi Pènzes
Asarum europaeum var. romanicum Kukkonen & Uotila
Asarum lucidum Salisb.
Asarum officinale Moench  nom. illeg.
Asarum renifolium Stokes
Asarum rotundifolium St.-Lag.
subsp. caucasicum (Duch.) Soó, 1966
Asarum caucasicum (Duch.) N.Busch
Asarum europaeum var. caucasicum Duch.
Asarum europaeum var. intermedium C.A.Mey.
Asarum ibericum Steven ex Ledeb.
Asarum intermedium (C.A.Mey.) Grossh.